# Kexby
Kexby is een civil parish in het bestuurlijke gebied City of York, in het Engelse graafschap North Yorkshire met 231 inwoners.